# Дом за нашите деца
 Тази статия е за първия филм от поредицата.  За телевизионната поредица вижте Дом за нашите деца (сериал).  
„Дом за нашите деца“ е български 5-сериен телевизионен игрален филм (драма, бит, съвременност) от 1986 година на режисьора Неделчо Чернев, по сценарий на Лиляна Михайлова. Оператор е Емил Вагенщайн. Музиката във филма е композирана от Петър Ступел.
Първи филм от едноименната телевизиона поредица „Дом за нашите деца“.

## Серии
- 1. серия – „Нова година“ – 55 минути
- 2. серия – „Дъщерите“ – 58 минути
- 3. серия – „В края на зимата“ – 60 минути
- 4. серия – „Изпити“ – 67 минути
- 5. серия – „Един тъжен мъж“ – 63 минути [2].

## Сюжет
Инженер Христо Алданов строи нова къща за своето голямо семейство. Неприятности в работата го карат да прави нежелани компромиси със съвестта си и да свидетелства в полза на човек, на когото е задължен, въпреки че е наясно, че постъпва непочтено. Съпругата на Алданов, Невена, живее с тревогите на фамилията. Голямата ѝ дъщеря Ана се развежда със съпруга си Борис, за да се събере със своя предишен приятел архитект Цолов – пресметлив и безскрупулен човек, който се интересува единствено от изгодата. Малката дъщеря Мария е временно назначена журналистка в столичен вестник, но след като в свой материал разкрива незаконния начин, по който влиятелни хора строят вили край София е заплашена със съд от потърпевшите. Опърничавият син на Алданов – Александър, който също е инженер и работи заедно с баща си в един завод, не обича да премълчава и двамата често изпадат в конфликти. Алданов е загрижен и за по-малката си сестра Вероника и опитите ѝ да си намери съпруг, с когото да имат деца.

## Актьорски състав
- Коста Цонев – инженер Христо Алданов (в 5 серии: от I до V вкл.)
- Емилия Радева – Невена Алданова (в 5 серии: от I до V вкл.)
- Мария Каварджикова – Д-р Ана Апостолова (в 5 серии: от I до V вкл.)
- Георги Новаков – Александър Алданов (в 5 серии: от I до V вкл.)
- Елжана Попова – Мария (в 5 серии: от I до V вкл.)
- Ели Скорчева – Стефка Алданова, съпруга на Александър (в 5 серии: от I до V вкл.)
- Валентин Гаджоков – Борис Апостолов, съпруг на Ана (в 5 серии: от I до V вкл.)
- Невена Коканова – Вероника Алданова (в 5 серии: от I до V вкл.)
- Георги Калоянчев – инженер Константин Ванчелов (в 3 серии: I, II, V)
- Стефан Данаилов – Архитект Цолов (в 5 серии: от I до V вкл.)
- Иван Янчев – инженер Куманов (в 3 серии: III, IV, V)
- Мариус Донкин – Гюлев (в 5 серии: от I до V вкл.)
- Васил Михайлов – Георги Паскалев (в 5 серии: от I до V вкл.)
- Асен Миланов – инженер Йорданов (в 5 серии: от I до V вкл.)
- Георги Русев – Златев (в 1 серия: II)
- Стоян Стоев – болният Васил Антонов (в 3 серии: I, II, III)
- Невена Мандаджиева – втората съпруга на болния Васил Антонов (в 3 серии: (I, III, V)
- Калоян Роев – Емил, детето на Борис и Ана (в 5 серии: от I до V вкл.)
- Златина Дончева (като Златина Джамбазова) – телефонистка, колежка на Вероника (в 1 серия: I)
- Николай Узунов – Виктор, зет на болния бай Иван (в 1 серия: I)
- Иван Джамбазов – д-р Филипов (в 4 серии: от II до V вкл.)
- Лили Енева – телефонистка, колежка на Вероника (в 1 серия: I)
- Константин Цанев – лекар, колега на Ана Алданова (в 3 серии: II, III, V)
- Ина Попова – дъщерята на инж. Ванчелов (в 2 серии: II, IV)
- Добромир Манев – баща на ученичката Лили, обучавана от учителя Борис (в 1 серия: II)
- Константин Коцев – съученик на Невена Алданова (в 1 серия: III)
- Александър Александров – следователят Георгиев
- Иван Обретенов – майсторът (в 1 серия: II)
- Найчо Петров – горският (в 1 серия: II)
- Лина Гладийска (в 1 серия: V)
- Нина Стамова (в 3 серии: I, II, IV)
- Калина Братанова (в 1 серия: I)
- Ива Домусчиева (в 4 серии: I, III, IV, V)
- Георги Фратев (в 1 серия: III)
- Георги Роев (в 2 серии: I, III)
- Александър Благоев (в 1 серия: III)
- Атанас Божинов (в 4 серии: I, III, IV, V)
- Евдокия Фратева (в 2 серии: I, III)
- Меглена Димитрова (в 1 серия: I)
- Георги Раданов (в 1 серия: V)
- Юрий Яковлев (в 1 серия: V)
- Димитър Димитров (в 1 серия: V)
- Иван Бодуров (в 3 серии: I, IV, V)
- Стефан Германов (в 1 серия: I)
- Елза Тодорова (в 1 серия: I)
- Красимира Митева (в 1 серия: I)
- Михаил Гецов (в 1 серия: III)
- Димитър Милушев (в 2 серии: II, V)
- Екатерина Славова (в 1 серия: V)
- Кина Мутафова (в 1 серия: V)
- Рихард Езра (в 1 серия: II)
- Гарабед Палабикян (в 1 серия: II)

## Други
Действието на сериала се развива в Перник.